# بيرجو
بيرجو هي مدينة قديمة تقع في دولة مالطا ولعبت دوراً حيوياً في حصار مالطا عام 1565 م ويبلغ عدد سكانها 2691 نسمة وذلك في إحصاء نوفمبر 2005 م.

## التاريخ
بيرجو مدينة قديمة جداً على الجانب الجنوبي من المرفأ الكبير في مالطا وأصولها تصل إلى عصور ما قبل التاريخ. يحيط بها حصن سان أنجلو على رأس المدينة ومدينة كوسبيكو عند قاعدتها.
تتمتع بيرجو بموقع مثالي لمرسى آمن وبمرور الوقت فقد أسست تاريخا طويلا جدا من الأنشطة البحرية والتجارية والعسكرية. قبل إنشاء فاليتا العاصمة والمدينة الرئيسية في مالطا كانت القوى العسكرية التي تريد السيادة علي الجزر المالطية تحتاج إلى السيطرة على بيرجو نظرا لموقعها الكبير في الميناء الكبير. والفينيقيون والإغريق والرومان والبيزنطيين والعرب والنورمان والأنجلو ساكسون والأراغون وفرسان القديس يوحنا كل ذلك ساهم في تطوير بيرجو لكن أكثر المؤثريين كانوا الفرسان الذين تم طردهم من رودس من قبل الأتراك ومنحت للفرسان مالطا كوطنهم الجديد. وعندما وصل الفرسان في 1530 جعلو بيرجو العاصمة الجديدة لمالطاحيث كانت العاصمة السابقنة مدينة داخلية وذلك لا يتوافق مع المتطلبات البحرية وتقريباً بمجرد توليهم الإقامة قام الفرسان بسلسلة من الأعمال الرامية إلى تحسين التحصين في حصن سانت أنجيلو وعلى كامل المنطقة من المدن الثلاث. هذه الأعمال تعطي بيرجو السيادة على كامل الجزيرة المالطية.
وأثناء القتال بين الفرسان والإمبراطورية العثمانية حدث حصار مالطا عام 1565 تدفق الدعم من جميع أنحاء أوروبا لدعم الفرسان. نتيجة لذلك قام باريزو جان دي لافاليت بتنفيذ هدف طويل وهو بناء مدينة جديدة محصنة على جبل سيكبارس وتقع امام شبه الجزيرة المحاصرة من الاتراك وقد قامو بقصفها لاحقا وكانت تلك المدينة تحمل اسم وتحمل اسم باريزو جان دي لافاليت وهو فاليتا وفي 1571 فإن العاصمة نقلت لها وبذلك قلت اهميه بيرجو كثيرا كما اعطي الفرسان بيرجو لقب Città Vittoriosa وهو بالإيطالية يعني «المدينة المنتصرة».

## الكنائس
كنيسة الرعية هي مكرسة لسان لورانس. القديسة اليوم الذي يحتفل به في 10 أغسطس. هذه الكنيسة هي كنيسة conventual من الأمر عندما استقر عند فرسان Birgu. وسام استقروا في Birgu حتى 1575 عندما انتقل إلى فرسان فاليتا. كما واقع الأمر في Birgu واحدة لا تزال تجد في Auberges القديمة التي كانت تقع جميعها (باستثناء لاختيار اللغة الإيطالية) في Collachio. وCollachio كان مكانا حيث يقتصر فقط على فرسان سمح لهم بالدخول. كل هذه الجوانب وغيرها لا يمكن إلا أن أكون ممتنا لو مرة واحدة هذه المدينة الفريدة من نوعها والتي تحيط بها الأسوار والأبراج المحصنة المعروفة باسم سانت جون وسانت جيمس فارس، والتي تتشابه إلى الأبراج العالية المسمى نفسه في فاليتا. خلال زيارة واحدة لا ينبغي أن يغيب عن القاء نظرة على المحقق في قصر وGuva في St.Angelo كارافاجيو حيث ألقي القبض عليه.
أيضا في Birgu هو مخصص للكنيسة سيدة البشارة التي تديرها وسام الجمهورية الدومينيكية. هذه الكنيسة هي التي تعرف أيضا باسم كنيسة القديس دومينيك. عيد القديس دومينيك الذي يقام كل يوم الأحد الماضي من آب / أغسطس. فمن نظمه الرهبان الدومينيكان، وعيد القديس دومينيك جنة الخارجية وأمير ويلز 'عون باند نادي Birgu.
بعد أخذ مالطا من قبل نابليون في عام 1798، وكان الطرد من قبل المالطية، دعي البريطانية إلى مالطا والبحرية البريطانية التي Birgu قاعدتها في البحر الأبيض المتوسط، وبقي هناك حتى عام 1979.

## أهم المعالم
- متحف مالطا البحري.
- مدرسة جبل الكرمل في سانت ادوارد ستريت.
- كلية دي لا سال سيلفر جوبي ستريت.
- نصب الحرية في ساحة الحرية.
- بوابة سانت انجلو  في شارع السجن القديم.
- كنيسة سانت لورانس  في شارع سانت لورانس.
- حصن سان أنجلو.
- متحف الأنتصار 1565.
- كنيسة سيدة البشارة (المعروفة باسم كنيسة القديس دومينيك)  عند بوابة الشارع الرئيسي.

## مشاهير بيرجو
- لورنزو جافا معماري أوروبي شهير عاش في الفترة من 1638 إلي 1703.

## تعداد سكان بيرجو
- 1901: 6,093 شخصا.
- 1921 : 5,887 شخصا.
- 1931 : 6,673 شخصا.
- 1948 : 3,816 شخصا.
- 1957 : 4,242 شخصا.
- 1967 : 4.017 شخصا.
- 1985 : 3,572 شخصا.
- 1995 : 3,069 شخصا.
- 2005 : 2,701 شخصا.